# Форначи (Новара)
Форначи (итал. Fornaci) је насеље у Италији у округу Новара, региону Пијемонт.
Према процени из 2011. у насељу је живело 586 становника. Насеље се налази на надморској висини од 228 м.